# Fußball-Club Bayern Alzenau/Ufr. 1920 e.V.
Fußball-Club Bayern Alzenau/Ufr. 1920 e.V. é uma agremiação esportiva alemã, fundada a 27 de março de 1920, sediada em Alzenau, na Baviera. Atualmente o time de futebol disputa a Regionalliga Süd, um dos grupos do quarto nível do futebol alemão.

## História
O clube foi formado inicialmente como Alzenauer Fußball Club. Juntou-se à ginástica do Ligue-Sport und Alzenau como um departamento de futebol a 16 de setembro de 1922 antes de voltar a se tornar independente, em 1923, como FC Bayern Alzenau. 
Após a Segunda Guerra Mundial foi restabelecido como SKG Alzenau antes de novamente assumir a original intitulação em 1947.
Desde 1983 o time tem atuado no quinto nível do futebol alemão. Conquistou o primeiro lugar na Landesliga Bayern-Nord e posteriormente na Landesliga Hessen-Süd. 
Como o Viktoria Aschaffenburg, rival mais próximo, o FC Bayern Alzenau pertence a um lado da Baviera que atua na liga pelo estado de Hesse. O clube chegou a cair para a Gelnhausen Bezirksliga (VII), em 1998, antes de trilhar seu caminho a níveis mais altos. A equipe obteve o seu maior êxito através da promoção para a Hessenliga (V), em 2006, após um segundo lugar na Landesliga e o  avanço posterior nos playoffs de desempate.
Em 2008-2009, o FC Bayern Alzenau conquistou o avanço para a Regionalliga Süd. Na temporada seguinte o Alzenau foi incapaz de se manter na divisão, ao ficar na última posição e ser relegado novamente à Hessenliga. No entanto, em 2010-2011, o time conquistou o primeiro lugar e retornou à quarta divisão do futebol alemão.

## Títulos

### Liga
- Hessenliga (V)
  - Campeão: 2011
  - Vice-campeão: 2009
- Landesliga Hessen-Süd (V)
  - Vice-campeão: 2005
- Bezirksliga Unterfranken West (V) 
  - Campeão: 1982

### Copa
- Lower Frankonian Cup
  - Vencedor: 1982

## Cronologia recente
A recente performance do clube:
| Ano     | Divisão                | Módulo | Posição |
| 2002–03 | Landesliga Hessen-Süd] | V      | 4°      |
| 2003–04 | Landesliga Hessen-Süd  | V      | 4°      |
| 2004–05 | Landesliga Hessen-Süd  | V      | 2° ↑    |
| 2005–06 | Hessenliga]            | IV     | 5°      |
| 2006–07 | Hessenliga             | IV     | 6°      |
| 2007–08 | Hessenliga             | IV     | 7°      |
| 2008–09 | Hessenliga             | V      | 2° ↑    |
| 2009–10 | Regionalliga Süd       | IV     | 16° ↓   |
| 2010-11 | Hessenliga             | V      | 1° ↑    |
| 2011–12 | Regionalliga Süd       | IV     | 10°     |